# Уакитское сельское поселение
Се́льское поселе́ние «Уакитское» (бур. Уакитын hомон) — муниципальное образование в Баунтовский эвенкийском районе Бурятии Российской Федерации.
Административный центр — посёлок Уакит.

## История
Статус и границы сельского поселения установлены Законом Республики Бурятия от 31 декабря 2004 года № 985-III «Об установлении границ, образовании и наделении статусом муниципальных образований в Республике Бурятия»

## Население
| 2002 | 2011 | 2012 | 2013 | 2014 | 2015 | 2016 |
| ---- | ---- | ---- | ---- | ---- | ---- | ---- |
| 632  | ↘450 | ↘442 | ↘434 | ↘421 | ↘417 | ↗420 |
| 2017 | 2018 | 2019 | 2020 | 2021 | 2023 | 2024 |
| ↘417 | ↗420 | ↘413 | ↘388 | ↘279 | ↘272 | ↘253 |

## Состав сельского поселения
| № | Населённый пункт | Тип населённого пункта          | Население |
| - | ---------------- | ------------------------------- | --------- |
| 1 | Бусани           | посёлок                         | ↘35       |
| 2 | Уакит            | посёлок, административный центр | ↘415      |
| 3 | Уя               | посёлок                         | ↗3        |